# Modella in piedi, di fronte, studio per Le modelle
Modella in piedi, di fronte, studio per Le modelle (Poseuse debout, de face, étude pour Les Poseuses) è un dipinto a olio su tavola di 26 × 15,7 cm realizzato nel 1886 dal pittore Georges-Pierre Seurat. Fa parte di una collezione privata.
Prima di realizzare uno dei suoi capolavori, Le modelle, Seurat realizzò numerosi studi sezionando il dipinto in diverse parti.